# Alexander von Knobelsdorff (General, 1788)
Alexander Friedrich Adolf von Knobelsdorff (* 4. Dezember 1788 in Spandau; † 15. Oktober 1848 in Berlin) war ein preußischer Generalleutnant.

## Leben

### Herkunft
Alexander entstammte dem Uradelsgeschlecht von Knobelsdorff. Seine Eltern waren der Generalmajor Kurd Gottlob von Knobelsdorff (1735–1807) und dessen zweite Ehefrau Wilhelmine Friederike Sophie, geborene von Kropff (* 1. August 1755; † 19. Mai 1835).

### Militärkarriere
Knobelsdorff besuchte ab dem 1. Mai 1797 das Kadettenhaus in Berlin, kehrte aber aus unbekannten Gründen bereits am 31. Dezember 1797 zu seinem Vater zurück. Einige Zeit später am 23. März 1800 wurde er erneut Kadett und kam am 28. März 1805 mit Patent vom 8. Januar 1805 als Fähnrich in das I. Bataillon der Garde der Preußischen Armee. Im Vierten Koalitionskrieg nahm Knobelsdorff an den Kämpfen bei Auerstedt, Nordhausen und Boitzenburg teil und geriet nach der Kapitulation bei Prenzlau in Gefangenschaft.
Nach dem Frieden von Tilsit kam er am 12. November 1808 als Sekondeleutnant mit Patent vom 16. Oktober 1805 in das Regiment Garde zu Fuß. Am 24. März 1812 wurde er dann dem Ostpreußischen Jägerbataillon attachiert. Im Preußischen Feldzug kämpfte er 1812 bei Eckau und geriet bei Dahlenkirchen in Gefangenschaft. Nach dem Krieg kam Knobelsdorff frei und avancierte bis Mitte Juni 1813 zum Stabskapitän.
Während der Befreiungskriege kämpfte er in der Völkerschlacht bei Leipzig und erwarb sich bei Paris das Eiserne Kreuz II. Klasse sowie den Orden des Heiligen Wladimir IV. Klasse.
Am 8. April 1815 wurde er Kapitän und Kompaniechef. Am 8. Juli 1816 wurde er Major und am 9. Dezember 1816 Bataillonskommandeur. Zeitgleich fungierte Knobelsdorff ab dem 13. November 1824 als Präses der Examinationskommission für die Portepeefähnriche und Direktor der 1. Garde-Garnisonsschule. Am 18. Januar 1830 erhielt er den Johanniterorden und das Dienstkreuz. Unter Beförderung zum Oberstleutnant beauftragte man ihn am 30. März 1832 mit der Führung des Garde-Reserve-Landwehr-Regiments, aus dem  später das Garde-Füsilier-Regiment hervorging. Am 24. September 1832 wurde Knobelsdorff zum Regimentskommandeur ernannt und am 30. März 1834 mit Patent vom 13. April 1834 zum Oberst befördert. In dieser Eigenschaft erhielt er am 26. November 1834 den Orden der Heiligen Anna II. Klasse. Am 30. März 1838 wurde er mit der Führung der 2. Garde-Infanterie-Brigade beauftragt und am 11. April 1838 dem Garde-Reserve-Infanterie-Landwehr-Regiment aggregiert. Ferner erhielt Knobelsdorff am 8. Juni 1838 den Orden des Heiligen Wladimir III. Klasse. Am 30. März 1839 folgte seine Ernennung zum Brigadekommandeur sowie am 10. September 1840 die Beförderung zum Generalmajor. Dazu erhielt er am 16. Januar 1842 den Roten Adlerorden II. Klasse mit Eichenlaub. Am 17. Oktober 1844 wurde er zunächst mit vollen Gehalt und am 14. April 1846 mit 2250 Talern Pension zur Disposition gestellt. Kurz nach seiner Verabschiedung wurde Knobelsdorff am 7. Mai 1846 der Charakter als Generalleutnant verliehen. Er starb am 15. Oktober 1848 in Berlin und wurde am 19. Oktober 1848 in der Familienbegräbnisstätte in Potsdam beigesetzt.

### Familie
Knobelsdorff heiratete am 1. Mai 1815 in Berlin Franziska Leopoldine Isabella Lucie von Gäfertsheim (* 22. Juni 1796; † 6. September 1828). Das Paar hatte zwei Kinder:
- Kurd Alexander Adolf (* 18. Januar 1818; † 25. Dezember 1835), Leutnant im 1. Garde-Regiment zu Fuß
- Wilhelmine Karoline Luise Elisabeth (* 24. November 1823; † 8. September 1900) ⚭ 1849 Rudolf von Knebel-Döberitz († 11. Februar 1878), Major a. D., Herr auf Friedrichsdorf

Nach ihrem Tod heiratete er am 23. August 1830 seine Cousine Ulrike Eleonore von Hünerbein (* 26. Februar 1804; † 17. August 1832), Tochter des Friedrich Heinrich Karl von Hünerbein. Aus der Ehe ging die Tochter Franziska Ulrike (* 16. August 1832; † 7. Oktober 1858) hervor, die 1855 Julius von Köppern († 23. Januar 1890) ehelichte.
Seine zweite Frau starb nach kurzer Ehe und so heiratete Knobelsdorff am 2. Oktober 1834 Auguste von Beust (* 19. Juli 1810; † 12. Mai 1887). Das Paar hatte zwei Kinder:
- Wilhelmine Luise Alexandrine Auguste Adolfine (* 10. Dezember 1835; † 20. Mai 1872)
- Kurd Alexander Karl Hermann (1839–1904), Pionier des Blauen Kreuzes ⚭ 1861 Ulrike Kathinka Marianne Sophie Freiin von Thümmler (* 26. November 1842; † 13. Januar 1913)[1]